# 가네코 유타카 (축구 선수)
가네코 유타카(일본어: 金子 豊, 1979년 10월 6일 ~ )는 일본의 전 축구 선수이다.

## 구단 경력
과거 에히메 FC에서 활동하였다.